# Resolutie 257 Veiligheidsraad Verenigde Naties
Resolutie 257 van de Veiligheidsraad van de Verenigde Naties werd unaniem aangenomen op 11 september 1968. De Veiligheidsraad beval Swaziland aan voor VN-lidmaatschap.

## Achtergrond
Op 6 september 1968 werd Swaziland een onafhankelijke staat binnen het Britse Gemenebest.

## Inhoud
De Veiligheidsraad had de aanvraag van Swaziland bestudeerd, en beval de Algemene Vergadering aan om Swaziland toe te laten als nieuwe VN-lidstaat.

## Verwante resoluties
- Resolutie 243 Veiligheidsraad Verenigde Naties (Zuid-Jemen)
- Resolutie 249 Veiligheidsraad Verenigde Naties (Mauritius)
- Resolutie 260 Veiligheidsraad Verenigde Naties (Equatoriaal-Guinea)
- Resolutie 287 Veiligheidsraad Verenigde Naties (Fiji)

Lijst ·  245 ·  246 ·  247 ·  248 ·  249 ·  250 ·  251 ·  252 ·  253 ·  254 ·  255 ·  256 ·  257 ·  258 ·  259 ·  260 ·  261 ·  262